# Koninklijke Atletiek Associatie Gent 2016-2017
Questa voce raccoglie le informazioni riguardanti lo  Koninklijke Atletiek Associatie Gent  nelle competizioni ufficiali della stagione 2016-2017.

## Rosa
| N. |                    | Ruolo | Calciatore        |
| -- | ------------------ | ----- | ----------------- |
| 1  | Svezia (bandiera)  | P     | Jacob Rinne       |
| 5  | Israele (bandiera) | D     | Ofir Davidzada    |
| 6  | Belgio (bandiera)  | C     | Birger Verstraete |
| 7  | Mali (bandiera)    | A     | Kalifa Coulibaly  |
| 8  | Belgio (bandiera)  | C     | Thomas Matton     |
| 10 | Brasile (bandiera) | C     | Renato Neto       |
| 11 | Svezia (bandiera)  | A     | Emir Kujović      |
| 13 | Serbia (bandiera)  | D     | Stefan Mitrović   |
| 14 | Svezia (bandiera)  | C     | Tesfaldet Tekie   |
| 15 | Israele (bandiera) | C     | Kenny Saief       |
| 16 | Belgio (bandiera)  | C     | Rob Schoofs       |
| 18 | Nigeria (bandiera) | A     | Samuel Kalu       |
| 19 | Belgio (bandiera)  | C     | Brecht Dejaegere  |
| 20 | Belgio (bandiera)  | P     | Yannick Thoelen   |
| 21 | Ghana (bandiera)   | D     | Nana Asare        |
| 23 | Francia (bandiera) | C     | Samuel Gigot      |

| N. |                                 | Ruolo | Calciatore          |
| -- | ------------------------------- | ----- | ------------------- |
| 24 | Francia (bandiera)              | A     | Jérémy Perbet       |
| 25 | Belgio (bandiera)               | P     | Brian Vandenbussche |
| 27 | Nigeria (bandiera)              | A     | Moses Simon         |
| 29 | Belgio (bandiera)               | D     | Thibault De Smet    |
| 30 | Serbia (bandiera)               | A     | Darko Bjedov        |
| 31 | Giappone (bandiera)             | A     | Yūya Kubo           |
| 32 | Belgio (bandiera)               | D     | Thomas Foket        |
| 33 | Belgio (bandiera)               | C     | Louis Verstraete    |
| 40 | Nigeria (bandiera)              | C     | Rabiu Ibrahim       |
| 44 | Nigeria (bandiera)              | C     | Anderson Esiti      |
| 55 | Israele (bandiera)              | D     | Rami Gershon        |
| 77 | Bosnia ed Erzegovina (bandiera) | C     | Danijel Milićević   |
| 91 | Croazia (bandiera)              | P     | Lovre Kalinić       |
| -  | Panama (bandiera)               | C     | José Luis Rodríguez |
| -  | Senegal (bandiera)              | D     | Noël Soumah         |
|    | Francia (bandiera)              | D     | Jérémy Taravel      |

### Staff tecnico
- Allenatore:  Hein Vanhaezebrouck
- Vice-Allenatore:  Peter Balette
- Preparatore dei portieri:  Jacky Munaron
- Preparatore atletico: ?
- Medico sociale: ?
- Fisioterapista: ?